# Trung Đông (xã)
Trung Đông là một xã thuộc huyện Trực Ninh, tỉnh Nam Định, Việt Nam.
Xã Trung Đông có diện tích 7,62 km², dân số năm 2015 là 15136 người, mật độ dân số đạt 1986 người/km².
Vị trí địa lý
Xã Trung Đông là một xã nằm ở phía Bắc huyện Trực Ninh. Phía Bắc giáp thị trấn Cổ Lễ, phía Tây giáp xã Nam Thanh, phía Tây Nam giáp xã Trực Tuấn, phía Đông giáp xã Liêm Hải.
Giao thông
Với lợi thế nằm giáp ranh với thị trấn Cổ Lễ nên giao thông trên địa bàn xã tương đối thuận lợi. Trên địa bàn xã hiện có tuyến đường tỉnh lộ 487 nối thị trấn Cổ Lễ và huyện Nam Trực, giúp nâng cao nhu cầu người dân của khu vực.
Ngoài ra, các tuyến đường liên xã, đường trục xóm cũng được đầu tư nâng cấp đảm bảo việc đi lại thuận tiện cho người dân.
Kinh Tế
Sau khi sáp nhập hai xã Trực Đông và Trực Trung thành xã Trung Đông theo nghị quyết Đại Hội của tỉnh vào năm 1997. Sau 18 năm đổi mới, kinh tế xã Trung Đông ngày càng có bước phát triển lớn mạnh. 
Từ một xã thuần nông, nay Trung Đông đã trở thành một xã công nghiệp với nhiều công ty được đầu tư về đây như công ty may Hàn Quốc My Young First Vina, Công ty may Hằng Hiệp,... cùng với đó là hệ thống làng nghề của xã đó là làng nghề gỗ mộc Đông thượng,Trung Lao, mây tre đan An Mỹ,... góp phần không nhỏ vào sự chuyển dịch cơ cấu trong kinh tế của xã, tạo việc làm cho hàng trăm lao động tại chỗ trên địa bàn.
Di tích lịch sử
Trên địa bàn xã có hệ thống di tích đền, chùa và các từ đường dòng họ phong phú đa dạng, trong đó có 3 di tích được Bộ VH, TT và DL công nhận là Di tích lịch sử - văn hóa cấp quốc gia là: Đền Thượng, đền Trung, đền Hạ (thôn Đông thượng); 3 di tích được UBND tỉnh công nhận là Di tích lịch sử - văn hoá cấp tỉnh là: Đền Hai Giáp, đền Ba Giáp (thôn An Mỹ); từ đường họ Nguyễn Vũ (thôn Đông Hạ).
 Trung Đông - xã nông thôn mới giai đoạn 2010-2015
Năm 2015, xã Trung Đông (Trực Ninh) đã hoàn thành 19 tiêu chí xây dựng NTM và được UBND tỉnh công nhận “Xã đạt chuẩn NTM giai đoạn 2010-2015”. Đạt được kết quả trên, cùng với việc tập trung lãnh đạo phát triển kinh tế, nâng cao đời sống nhân dân, xã Trung Đông đã gắn việc thực hiện các tiêu chí xây dựng NTM với phong trào “Toàn dân đoàn kết xây dựng đời sống văn hóa”.
Thực hiện tiêu chí số 16, công tác tuyên truyền trong cán bộ, đảng viên và các tầng lớp nhân dân về vai trò của xây dựng “Làng văn hóa”, “Gia đình văn hóa” được đẩy mạnh bằng nhiều hình thức, tạo sự đồng thuận, chung sức, đồng lòng của mọi người dân. Các hộ dân trong xã luôn thực hiện tốt các quy định về nếp sống văn minh trong việc cưới, việc tang, mừng thọ và lễ hội, thực hiện tốt nếp sống hoá nơi công cộng, trong các sinh hoạt tập thể, cộng đồng. Hằng năm, công tác bình xét các gia đình đạt chuẩn văn hóa ở 28 xóm trên địa bàn xã được tiến hành nghiêm túc, với tinh thần dân chủ, công khai. Nhiều ý kiến tập trung đánh giá việc thực hiện hương ước nếp sống văn hóa trong cộng đồng dân cư; đồng thời nghiêm túc, thẳng thắn góp ý một số hộ gia đình trong xóm chưa thực hiện tốt hương ước trong việc cưới, việc tang; công tác Dân số - KHHGĐ, phòng chống dịch bệnh, vệ sinh môi trường… Việc hoàn thiện, sửa đổi và bổ sung những tiêu chí trong hương ước được các xóm triển khai hiệu quả. Trong xây dựng hương ước, các xóm đã coi trọng việc thực hiện và phát huy tinh thần dân chủ của người dân trong cộng đồng, nêu cao giá trị văn hoá truyền thống tốt đẹp, bổ sung những giá trị mới về văn hoá, đề cao ý thức, trách nhiệm của cộng đồng dân cư trong việc thực hiện hương ước. Đến nay, toàn xã có 85% số hộ dân đạt danh hiệu “Gia đình văn hoá”. Cả 28 xóm trong xã được công nhận danh hiệu “Làng văn hoá”. Một số xóm có tỷ lệ gia đình văn hoá luôn đạt trên 80% như: xóm 10 Trần Phú, xóm 2 An Mỹ, xóm 10 Trung Lao... Thực hiện tiêu chí 6 về cơ sở vật chất văn hóa trong xây dựng NTM, công tác xã hội hóa các hoạt động văn hoá được đẩy mạnh, đã huy động các nguồn lực trong việc đầu tư cơ sở hạ tầng, các thiết chế văn hóa, nâng cao đời sống vật chất và tinh thần cho nhân dân.
Trong 5 năm (2010-2015) xã đã huy động trên 5 tỷ đồng để xây dựng và hoàn thiện hệ thống thiết chế văn hoá cơ sở. Đến nay, xã có 1 NVH, 1 sân vận động trung tâm, được trang bị đầy đủ cơ sở vật chất, thiết bị, ổn định về tổ chức, đảm bảo hoạt động thường xuyên, hiệu quả; cả 28 xóm có NVH, khu thể thao; trong đó 83% NVH, khu thể thao đạt chuẩn theo quy định của Bộ VH, TT và DL. 100% xóm duy trì được phong trào sinh hoạt CLB, phong trào văn hóa, văn nghệ, thể thao quần chúng. Hằng năm, xã đều tổ chức liên hoan văn nghệ quần chúng và thi đấu các môn thể thao tại sân vận động của xã. Thực hiện đề án của huyện về việc nâng cao chất lượng hoạt động NVH, các xóm đều thành lập các CLB sinh hoạt thường xuyên như: CLB người cao tuổi, CLB phụ nữ không sinh con thứ ba, CLB nông dân làm kinh tế giỏi…, các CLB văn nghệ, CLB bóng đá, CLB bóng bàn, CLB dưỡng sinh… Bên cạnh đó, các NVH được đầu tư mua sách, báo, tạp chí, máy vi tính nối mạng internet để nhân dân tìm hiểu kiến thức khoa học, pháp luật và những thông tin mới phục vụ sản xuất và đời sống. Chi bộ Đảng, đoàn thể các xóm tổ chức sinh hoạt định kỳ hằng tháng tại xã.